# 傑克與夢幻島海盜
傑克與夢幻島海盜(Jake and the Never Land Pirates)是一部音樂劇動畫，在迪士尼青少年頻道播出。

## 情節
故事敘述小海盜船長傑克與他的夥伴們的冒險故事，跟著我們一起說海盜密碼「呦喝呵」，然後說出這次故事的主題，並邀觀眾一同冒險。
故事的最後，傑克會和夥伴一起到藏寶地點，把今天得到的金幣放進藏寶箱裡，並和觀眾一起數金幣的數量。

## 角色
傑克（Jake）配音：錢欣郁（台灣）；鄭佩嘉（香港）
帶著紅色頭巾的男孩，有一把寶劍。
琦琦（lzzy）配音：高幼帆→薛晴（台灣）；林寶怡（香港）
帶著粉紅色頭巾的女孩，有一袋仙女給的神奇魔粉，緊急時刻使用能讓人和物品飛起來。
阿比（Cubby）配音：張乃文（台灣）；賴芸芬（香港）
戴著藍色頭巾的金髮男孩，有一張地圖。
史考利（Skully）配音：陳旭恆（香港）
一隻綠色的鸚鵡，能流利地說人話。
虎克船長（Caption Hook）配音：高翰文（香港）
故事主要的反派，穿戴紅色的海盜帽子和長袍，左手被鱷魚咬掉所以裝著鐵鉤。從來沒有得手過任何財寶。
史密先生（Mr.Smee）配音：夏治世（台灣）；劉文光（香港）
虎克海盜團的水手長，綁著紅色頭巾。
人魚女王（Marina the mermaid）
人魚一族的女王。
紅玫瑰（Christian Slater）配音：連思宇（台灣）
女性的海盜船長，虎克船長愛慕的對象。
海盜公主（Tori Spelling）配音：張乃文（台灣）
一個傳說中的海盜，在一個隱藏的石窟被詛咒和遇難，但後來被傑克和他的船員救出。